# Rubén Saavedra
Rubén Aldo Saavedra Soto (La Paz, Bolivia; 19 de enero de 1960) es un abogado, político, y ex docente universitario boliviano. Ocupó también el cargo de Ministro de Defensa de Bolivia durante el segundo gobierno de Evo Morales Ayma durante las gestiones 2010-2011 y 2011-2015.

## Biografía
Rubén Aldo Saavedra nació el 19 de enero de 1960 en la ciudad de La Paz, Bolivia. Hizo sus estudios superiores ingresando a la carrera de derecho de la Universidad Mayor de San Andrés, graduándose como abogado. Se especializó logrando un magíster en relaciones económica internacionales en el CIDES-UMSA, además de contar con un diplomado en Educación Superior y tener una especialización en Gerencia Pública.
En su vida profesional se desempeñó también en el ámbito académico siendo docente universitario en las ramas de derecho procesal orgánico y en la ley de organización judicial en la Universidad Católica de Bolivia. Además de ser docente se desempeñó como expositor de la ley SAFCO en diferentes conferencias y seminarios nacionales e internacionales.
En el ámbito laboral, Saavedra ocupó diferentes cargos como ser director ejecutivo de la Unidad de Investigaciones Financieras y gerente departamental de Servicios Legales de la Contraloría General del Estado, en la ciudad de Santa Cruz de la Sierra. También se desempeñó como director del Registro Civil de la Corte Departamental Electoral de La Paz.

## Ministro de Bolivia
El 23 de enero de 2010, durante el segundo gobierno del presidente Evo Morales Ayma, Rubén Saavedra fue nombrado Ministro de Defensa de Bolivia en vez de Walker San Miguel que hasta ese entonces cumplía funciones como ministro del área. Cuando Saavedra ocupaba el cargo de ministro se llevó a cabo el IX Conferencia de Ministros de Defensa de las Américas realizada por primera vez en Bolivia. Su primera gestión como ministro fue caracterizada por la defensa a los derechos humanos en los cuarteles. Se desempeñó en el cargo de ministro hasta el 4 de abril de 2011, fecha en la que deja la institución a su sucesora Cecilia Chacón (primera ministra mujer de Bolivia que ocupó el cargo de ministra de defensa).

### Diremar
El 5 de abril de 2011, Saavedra asumió la Dirección General Ejecutiva de la Dirección Estratégica de Reivindicación Marítima (DIREMAR), con la responsabilidad de encaminar la demanda marítima boliviana en tribunales internacionales para posibilitar una salida soberana de Bolivia en el Océano Pacífico. Pero ocupó ese cargo por solo unos 5 meses, volviendo nuevamente al ministerio de defensa.

## Ministro de Defensa
Debido a los problemas suscitados en 2011 por el conflicto sobre la carreta que debía de atravesar el parque nacional TIPNIS y después de una represión policial a los marchistas que defendían el parque, la ministra de defensa Cecilia Chacón renunció a su cargo por lo cual el 27 de septiembre de 2011, el gobierno posesionó nuevamente a Saavedra como Ministro de Defensa de Bolivia.

### Problema militar
En abril de 2014, militares de bajo rango de las tres fuerzas (Suboficiales y Sargentos del ejército, fuerza aérea y armada) de las Fuerzas Armadas de Bolivia, abandonaron sus guarniciones, saliendo a protestar junto con sus esposas a las calles de la ciudad de La Paz y de diferentes ciudades del país, para pedir al gobierno de Evo Morales la descolonización en el interior de la institución, además de la modificación de la Ley Orgánica de las Fuerzas Armadas (LOFA)
El gobierno pidió a los militares la inmediata reincorporación a su unidades, pero ellos se negaron a cumplir siendo dados de bajas (retiro obligatorio) más de 700 suboficiales y sargentos. Esto llevó a una protesta social en todo el país, excusa para que el gobierno analiza los casos de cada militar dado de baja para su posterior reincorporación a la institución.

### Dirigentes encarcelados
Después de la movilización de los militares y pasada las marchas de protestas en las calles, el gobierno tomó represalias con los líderes que dirigieron y encabezaron a las protestas, encarcelándonos y pasándolos a juzgar en un tribunal militar y no en justicia ordinaria. La institución de Derechos Humanos protestó ante el gobierno por el injusto encarcelamiento que los líderes sufren en las celdas militares además de la protesta de familiares en las plaza frente al ministerio de Defensa de Bolivia.

### Director general de Asuntos Jurídicos
Desde fines del año 2018 funge como director general de Asuntos Jurídicos en el Ministerio de Relaciones Exteriores.